# Mały Stadion Pietrowski
MSA Pietrowski – stadion piłkarski będący częścią Kompleksu Sportowego "Pietrowskij" w Petersburgu. 
Trybuny są w stanie pomieścić 2835 kibiców. Wokół boiska znajduje się bieżnia.